# 愛知県立大学
愛知県立大学（あいちけんりつだいがく、英語: Aichi Prefectural University、公用語表記: 愛知県立大学）は、愛知県長久手市茨ケ廻間1522-3に本部を置く日本の公立大学。1947年創立、1966年大学設置。

## 概観

### 大学全体
愛知県立女子大学を母体として1966年に設置された。1998年には名古屋市瑞穂区高田町から長久手町（当時）にキャンパスを移転し、大規模な学部・学科の増設を行った。また、愛知県の公立大学改革によって、2007年4月1日に公立大学法人化された。2009年には愛知県立看護大学との統合や学部・学科の再編成が実施された。

### 理念
1. 「知識基盤社会」といわれる21世紀において、知の探求に果敢に挑戦する研究者と知の獲得に情熱を燃やす学生が、相互に啓発し学びあう「知の拠点」を目指す。
2. 「地方分権の時代」において、高まる高等教育の需要に応える公立の大学として、良質の研究とこれに裏付けられた良質の教育を進めるとともに、その成果をもって地域社会・国際社会に貢献する。
3. 自然と人間の共生、科学技術と人間の共生、人間社会における様々な人々や文化の共生を含む「成熟した共生社会」の実現を見据え、これに資する研究と教育、地域連携を進める。

### 象徴
- 校歌 - 高木市之助（愛知県立女子大学初代学長）の作詞による校歌『大学は叡智の住みか』があり、愛知県立大学にそのまま継承され、全学同窓会名簿などに掲載されているが、現在はほとんど歌われることがない[4]。作曲は水谷昌平。
- 校章 - 植物と思われるマークが用いられているが、公式の校章はHPからは確認できない[5]。

## 沿革

### 年表
- 1947年 愛知県立女子専門学校設立、国文科・英文科（修学年限3年）を設置。
- 1950年 学制改革により女子専門学校を廃止し、愛知女子短期大学設立。国文科第一部・英文科第一部を設置。
- 1951年 高田町校地（旧制愛知県立熱田中学校校地）に移転。児童福祉科を増設。国文科・英文科に第二部（夜間部、修学年限2年6ヶ月）を設置。
- 1953年 愛知県立女子短期大学に改称。
- 1954年 児童福祉科に第二部を設置。
- 1957年 4年制の愛知県立女子大学（文学部国文学科・英文学科・児童福祉学科）を設置。
- 1958年 短期大学の国文科第一部・英文科第一部を廃止。文学部付属幼稚園設置。
- 1959年 短期大学の児童福祉科第一部を廃止。短期大学は夜間部のみとなる。
- 1966年 愛知県立大学開設（文学部国文学科・英文学科・児童教育学科、社会福祉学科、外国語学部英米学科・フランス学科、外国語学部第二部英米学科・フランス学科）発足。女子大学の募集停止。講堂完成。
- 1968年 外国語学部にスペイン学科を設置
- 1972年 短期大学の修学年限を2年6か月から3年に変更。学科名を国文学科・英文学科・児童福祉学科と改称。学生会館建設。
- 1973年 愛知県立女子短期大学を愛知県立大学に併設。
- 1979年 将来計画会議が、法学部、教育福祉学部、大学院を新設する『愛知県立大学将来計画案及び同説明書』を発表（当時の学長名から「平場プラン」と呼ばれるが、実現しなかった）した。
- 1984年 長久手キャンパスに体育館が完成。
- 1988年 愛知県立女子短期大学を統合して長久手キャンパスに移転する計画に予備調査費が計上される。
- 1992年 『愛知県立大学整備計画』が策定され、3学部12学科からなる将来計画が本格化する。
- 1995年 「全学同窓会」が組織される。
- 1998年 長久手町（長久手キャンパス）に移転。文学部に日本文化学科を、外国語学部にドイツ学科・中国学科を設置。情報科学部（情報システム学科・地域情報科学科）を設置。大学院国際文化研究科（修士課程）を設置。文学部・外国語学部に昼夜開講制を導入。外国語学部第二部募集停止、愛知県立女子短期大学募集停止。
- 2001年 愛知県立女子短期大学廃止。
- 2002年 大学院国際文化研究科に博士後期課程を設置。大学院情報科学研究科（修士課程）設置。
- 2003年 大学院国際文化研究科博士課程に夜間コースを開設。サテライトキャンパスを設置。
- 2004年 大学院情報科学研究科に博士後期課程を設置。外国語学部第二部を廃止。
- 2007年 公立大学法人化。設置者が愛知県から愛知県公立大学法人となる。
- 2009年 愛知県立看護大学と統合して看護学部看護学科を設置。外国語学部を英米学科、ヨーロッパ学科、中国学科、国際関係学科に、文学部を日本文化学部国語国文学科、歴史文化学科と教育福祉学部教育発達学科、社会福祉学科に、情報科学部を情報科学科に再編成。大学院は国際文化研究科、人間発達学研究科、看護学研究科、情報科学研究科となる。
- 2011年 大学院人間発達学研究科に博士後期課程を設置。

## 基礎データ

### 所在地
- 長久手キャンパス（愛知県長久手市茨ケ廻間）[6]
- 守山キャンパス（愛知県名古屋市守山区上志段味）[6]
- サテライトキャンパス（名古屋市中村区名駅4丁目4-38 愛知県産業労働センター「ウインクあいち」15階）[6]

## 教育および研究

### 組織

#### 学部
- 外国語学部
  - 英米学科
  - ヨーロッパ学科
    - フランス語圏専攻
    - スペイン語圏専攻
    - ドイツ語圏専攻

  - 中国学科
  - 国際関係学科
- 日本文化学部
  - 国語国文学科
  - 歴史文化学科
- 教育福祉学部
  - 教育発達学科
  - 社会福祉学科
- 情報科学部
  - 情報科学科
    - 情報システムコース
    - シミュレーション科学コース
    - 知能メディアコース
    - ロボティクスコース
- 看護学部
  - 看護学科

2008年度以前の学部・学科の編成は以下の通りである。
- 文学部
  - 国文学科
  - 英文学科
  - 児童教育学科
  - 社会福祉学科
  - 日本文化学科
- 外国語学部
  - 英米学科
  - フランス学科
  - スペイン学科
  - ドイツ学科
  - 中国学科
- 情報科学部
  - 情報システム学科
  - 地域情報科学科

#### 大学院
- 国際文化研究科
  - 博士前期課程 ＊各専攻にはそれぞれ二つの専門を置き、さらに各専門にはそれぞれ二つの研究分野を置く
    - 国際文化専攻
      - 専門 ： 言語文化 （研究分野 ： 言語研究、文学思想研究）、社会文化 （研究分野 ： 国際社会研究、地域文化研究）

    - 日本文化専攻
      - 専門 ： 言語文化 （研究分野 ： 言語研究、文学思想研究）、社会文化 （研究分野 ： 歴史文化研究、地域文化研究）

  - 博士後期課程
    - 国際文化専攻
    - 日本文化専攻
- 人間発達学研究科（博士前期課程・博士後期課程）
  - 発達福祉科学専攻
- 情報科学研究科
  - 博士前期課程
    - 情報システム専攻
    - メディア情報専攻
    - システム科学専攻

  - 博士後期課程
    - 情報科学専攻
- 看護学研究科
  - 博士前期課程
    - 看護学専攻 ＊各専門分野の中に1～3の研究分野を置く
      - 専門分野 ： 看護基礎科学 （研究分野 ： 基礎生態科学、基礎健康科学）、総合看護学 （研究分野 ： 基礎看護学、看護教育学、看護管理学）、臨床看護学 （研究分野 ： 成人慢性期看護学、成人急性期看護学、小児看護学）、広域看護学 （研究分野 ： 地域看護学、老年看護学、精神看護学）、ウィメンズヘルス・助産学 （研究分野 ： ウィメンズヘルス・助産学
      - 各研究分野は「研究コース」を開設しているほか、看護管理学研究分野には「認定看護管理者コース」を、成人慢性期看護学、小児看護学、老年看護学、精神看護学の各研究分野には「専門看護師コース」を、ウィメンズヘルス・助産学研究分野には「高度実践コース」を開設。

  - 博士後期課程
    - 看護学専攻

#### 附属機関
- センター
  - 入試・学生支援センター[注釈 2]
    - 入試広報室
    - キャリア支援室
    - 国際交流室

  - 教育支援センター[注釈 3]
    - 教職支援室

  - 教養教育センター
  - 学術研究情報センター[注釈 4]
    - 長久手キャンパス図書館
    - 守山キャンパス図書館

  - 地域連携センター[注釈 5]
  - 看護実践センター[注釈 6]
- 研究所
  - ICTテクノポリス研究所
  - 次世代ロボット研究所
  - 生涯発達研究所
  - 多文化共生研究所
  - 人間の尊厳と平和のための人文社会研究所
  - ”まもるよ ちいさないのち！”地域災害弱者研究所

### 教育
- グローバル人材育成推進事業プログラム
  - 学士課程における発展的留学制度を通したグローバル・キャリア育成プロジェクト（平成24年度より）
- 大学・大学院における教員養成推進プログラム
  - 小学校への見通しをもった幼稚園教員養成－「高浜市プロジェクト」と連携して－（平成18年度より）
- 先導的ITスペシャリスト育成推進プログラム
  - OJL（On the Job Learning）による最先端技術適応能力を持つIT人材育成拠点の形成（名古屋大学、南山大学、静岡大学と共同申請）（平成18年度より4年間）

## 大学関係者と組織

### 大学関係者一覧
- 愛知県立大学の人物一覧

## 施設

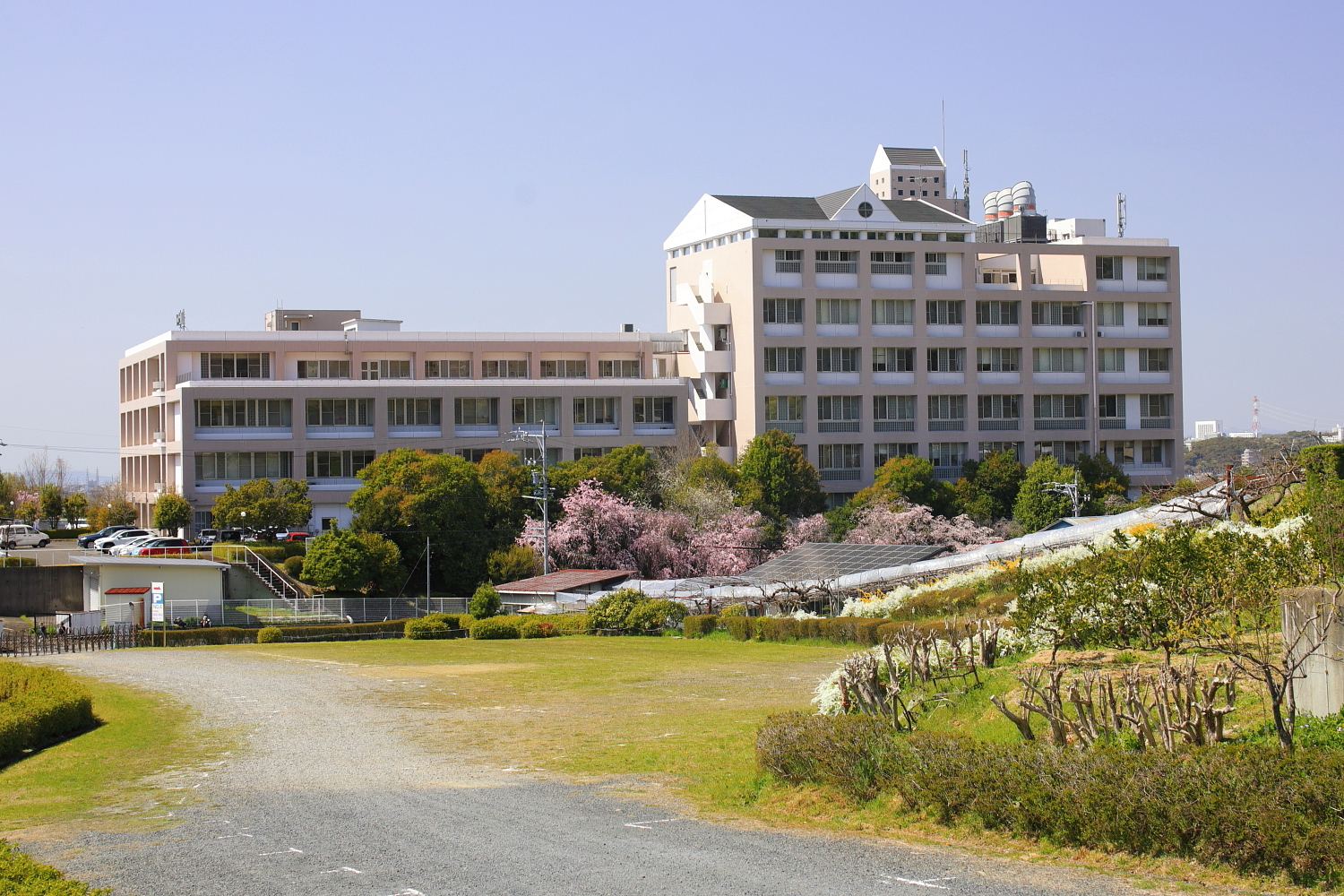
守山キャンパス遠景
（2022年（令和4年）4月）

### キャンパス

#### 長久手キャンパス
- 使用学部：外国語学部、日本文化学部、教育福祉学部、情報科学部
- 使用研究科：国際文化研究科、情報科学研究科、人間発達学研究科
- 使用附属施設：情報処理教育センター、学術文化交流センター、生涯発達研究施設、附属図書館
- 最寄り駅：愛知高速交通東部丘陵線（リニモ） 愛・地球博記念公園駅

#### 守山キャンパス
- 使用学部：看護学部
- 使用研究科：看護学研究科
- 最寄り駅：JR中央本線・愛知環状鉄道 高蔵寺駅

#### サテライトキャンパス（愛知県産業労働センター：ウインクあいち内）
- 最寄り駅：名古屋駅

## 対外関係
海外の大学など60校・機関と協定を結んでいる（2018年12月時点）。